# Amy Tan
Amy Tan (caratteri cinesi: 譚恩美; pinyin: Tán Enmei; Oakland, 19 febbraio 1952) è una scrittrice statunitense di discendenza cinese.
I suoi lavori esplorano per lo più il rapporto tra madre e figlia, oltre che il mondo dei cinesi statunitensi. Nel 1993, il romanzo più popolare di Tan, Il circolo della fortuna e della felicità, fu riadattato in un film dallo stesso titolo.
Tan ha scritto diversi altri romanzi, tra i quali figurano La moglie del dio dei fuochi, I cento sensi segreti, La figlia dell'aggiustaossa e La valle delle meraviglie, oltre che diversi saggi non narrativi intitolati L'opposto del destino: un libro di riflessioni. Il suo romanzo più recente, Perché i pesci non affoghino, esplora le tribolazioni vissute da un gruppo di persone che spariscono nella giungla della Birmania durante una spedizione archeologica. Inoltre, Tan ha scritto due libri per bambini, The Moon Lady (1992) e Sagwa, il gatto siamese (1994), quest'ultimo ha ispirato anche una serie animata della PBS trasmessa anche in Italia, Sagwa.
Tan si è laureata in letteratura inglese e linguistica alla San José State University, e successivamente si è impegnata in studi di dottorato linguistico alla UC Santa Cruz ed alla UC Berkeley.
Attualmente, Tan è editrice letteraria di West, la rivista della domenica del Los Angeles Times, ed ha effettuato un rimaneggiamento di The Replacement Killers sotto richiesta di Mira Sorvino. Risiede a Sausalito, California.
La scrittrice è membro della Rock Bottom Remainders, un gruppo rock composto di famosi scrittori, tra i quali Barbara Kingsolver, Matt Groening, Dave Barry e Stephen King.

## Biografia
Amy Tan è nata il 19 febbraio 1952 a Oakland in California da una coppia di immigrati cinesi, John Tan e Daisy Li (nata Li Bingzi). È la seconda di tre figli; ha un fratello maggiore, Peter Tan (1950-?) ed un fratello minore, John Tan Jr. (1954). Quando Amy ha quattordici anni il padre e il fratello Peter muoiono a distanza di pochi mesi l'uno dall'altro di tumore al cervello. Proprio quando suo padre sta morendo in ospedale, Amy viene a sapere di un precedente matrimonio della madre in Cina e dell'esistenza di tre sue sorellastre (Yuhang Wang, Tina "Jindo" Eng (Wang) e Lijun "June" Wang). Successivamente si trasferirà a Montreux in Svizzera per frequentare una scuola privata con il fratello John Jr. Nel 1987 fa un viaggio con la madre in Cina e conosce le tre sorellastre, cresciute con lo zio materno, sua moglie e i loro figli. Due delle sorellastre, Tina e Lijun, si trasferiscono negli Stati Uniti; mentre la più grande, Yuhang, rimane in Cina.
Amy Tan è sposata con Louis "Lou" DeMattei e non ha figli.
All'inizio di marzo, nel 2018, la sorellastra Lijun muore a 73 anni d'infarto nel sonno in Egitto, dove si trovava in viaggio.

## Opere

### Romanzi
- Il circolo della fortuna e della felicità (1989)
- La moglie del dio dei fuochi (1991)
- I cento sensi segreti (1995)
- La figlia dell'aggiustaossa (2001)
- Perché i pesci non affoghino (2005)
- La valle delle meraviglie (2014)

### Serie alle quali ha contribuito
- Best American Short Stories (con Katrina Kenison)
- The Best American Short Stories 1999 (1999)

### Non narrativa
- Mid-Life Confidential: The Rock Bottom Remainders Tour America With Three Cords and an Attitude (1994) (con Dave Barry, Stephen King, Tabitha King, Barbara Kingsolver)
- Madre (1996) (con Maya Angelou e Mary Higgins Clark)
- L'opposto del fato: un libro di riflessioni (2003)[3]

## Filmografia

### Attrice
- The Untold Tales of Armistead Maupin, regia di Jennifer m. Kroot (2017)

## Premi
- Finalista al National Book Award
- Finalista al National Book Critics Circle Award
- Finalista al Los Angeles Times Fiction Prize
- Bay Area Book Reviewers Award
- Commonwealth Gold Award
- Libri rilevanti dell'American Library Association
- "Miglior libro per giovani adulti" dell'American Library Association
- Selezionata per la Gran Lettura del National Endowment for the Arts
- Libri rilevanti del New York Times
- Scelta degli editori di Booklist
- Finalista per l'Orange Prize
- Nominata per l'Orange Prize
- Nominata per l'International IMPAC Dublin Literary Award
- Audie Award: "Miglior libro non narrativa", limitato
- Emmy Award
- Parents' Choice Award: "Miglior programma televisivo per bambin"
- In lista ristretta per il British Academy of Film and Television Arts Award, "Miglior adattamento di sceneggiatura"
- In lista ristretta per il WGA Award, "Miglior adattamento di sceneggiatura"
- Grammy Award

## Citazioni
- "Penso che i libri siano stati la mia salvezza, mi hanno salvato dall'essere infelice"[4].
- "Vedi cos'è il potere - tenere la paura di qualcuno tra le tue mani e mostrargliela".
- "Siedo al posto scoperto dei $4.95 in libreria insieme a Shakespeare, Conrad e Joyce", ha detto. "Riconosco che c'è una differenza fondamentale che ci separa. Io sono un'autrice contemporanea e loro non lo sono. E visto che non sono ancora morta, posso ribattere". (L'opposto del fato, 10)[5].